# Okavango
L'Okavango (detto anche Cubango) è un fiume dell'Africa sud-occidentale ed è il nono fiume più lungo dell'Africa (circa 1.600 km).
Nasce in Angola dove è chiamato Cubango, scorrendo verso sud costituisce per un tratto il confine tra Angola e Namibia e, in seguito, scorre in Botswana all'interno della Riserva faunistica Moremi.
Prima di entrare in Botswana, il fiume scende bruscamente di circa 4 metri creando una serie di rapide note come Popa Falls.
L'Okavango copre il corrispondente bacino endoreico, cioè non sfocia in mare e neppure confluisce in un altro fiume; la foce dell'Okavango si disperde in una palude in un'area del deserto del Kalahari nota come delta dell'Okavango. Parte del fiume scorre nel lago Ngami, anch'esso privo di sbocchi sul mare.
L'area dell'Okavango ospita una riserva naturale nonché una popolazione indigena di circa 100.000 persone. Nella zona vi sono inoltre sacche di disordini causate dai movimenti insurrezionalisti e indipendentisti della striscia di Caprivi.